# Liphistius sayam
Liphistius sayam SCHWENDINGER, 1998 è un ragno appartenente al genere Liphistius della famiglia Liphistiidae.
Il nome del genere deriva dalla radice prefissoide greca λιπ-, lip-, abbreviazione di λιπαρός, liparòs cioè unto, grasso, e dal sostantivo greco ἰστίον, istìon, cioè telo, velo, ad indicare la struttura della tela che costruisce intorno all'apertura del cunicolo.
Il nome proprio deriva dal termine Sayam, nome dato dagli inglesi fino al 24 giugno 1939 alla Thailandia, da noi italianizzato in Siam.

## Caratteristiche
Ragno primitivo appartenente al sottordine Mesothelae: non possiede ghiandole velenifere, ma i suoi cheliceri possono infliggere morsi piuttosto dolorosi

## Distribuzione
Rinvenuta in alcune località della Thailandia centrale.